# Sergius I
Sergius I, född i Antiochia, död 8 september 701 i Rom, var påve från den 15 december 687 till sin död den 8 september 701. Sergius I vördas som helgon inom Romersk-katolska kyrkan, med minnesdag den 8 september.

## Biografi
Sergius, son till Tiberius, var bördig från Antiochia. Han utbildades på Sicilien, prästvigdes av Leo II, och var kardinalpräst av Santa Susanna från cirka 683 till 687. Medan påve Konon låg på dödsbädden, erbjöd ärkediakonen Pascal exarken en stor summa pengar för att i utbyte bli vald till påve. Genom exarkens inflytande blev ärkediakonen följaktligen vald av ett antal personer; ungefär samtidigt valde ett annat parti ärkeprästen Teodor. Det stora flertalet av prästerskapet och folket ville dock inte ha vare sig den ene eller den andre, och valde Sergius, som därför blev konsekrerad, den 15 december 687.
Den nye påven hade många kontakter med England och engelsmännen. Han besöktes av Caedwalla av Wessex, och döpte honom 689; eftersom kungen avled i Rom kunde han också begrava honom, i Peterskyrkan. Han beordrade att sankt Wilfrid skulle återinsättas som biskop, gynnade sankt Aldhelm, abbot av Malmesbury, och hade troligen Beda venerabilis som sin rådgivare. Slutligen konsekrerade han engelsmannen sankt Willibrord till biskop, och sände honom för att predika den kristna läran för friserna.
Kejsar Justinianus II försökte förmå Sergius att skriva under besluten från konciliet i Trullo av år 692, genom vilket grekerna tillät präster och diakoner att behålla sina hustrur sedan de prästvigts, och genom vilket patriarken av Konstantinopel upphöjdes till jämbördig med påven i Rom. När Sergius vägrade erkänna konciliet, sände kejsaren en tjänsteman som skulle hämta honom till Konstantinopel. Men folket beskyddade påven, och Justinianus själv avsattes inte långt senare (695). Sergius gick vidare genom att tillintetgöra varje spår av schismen om "de tre kapitlen" i Aquileia.
Han restaurerade och smyckade flera basilikor, införde hymnen Agnus Dei (den svenska psalmen Guds rena Lamm, oskyldig) i mässan, och införde processioner till flera kyrkor.